# Seth Wescott
Seth Wescott (Durham, 28 giugno 1976) è uno snowboarder statunitense, due volte campione olimpico e una volta campione mondiale nello snowboard cross.

## Biografia
Specialista dello snowboard cross, ha esordito in Coppa del Mondo di snowboard il 28 novembre 1999 a Tignes, in Francia.
Dopo aver vinto l'oro alle Olimpiadi di Torino 2006, fu invitato per un incontro con l'allora presidente George W. Bush, ma declinò l'offerta per la propria opposizione alle politiche di Bush.

## Palmarès

### Olimpiadi
- 2 medaglie:
  - 2 ori (snowboard cross a Torino 2006; snowboard cross a Vancouver 2010).

### Mondiali
- 4 medaglie:
  - 1 oro (snowboard cross a Whistler 2005);
  - 3 argenti (snowboard cross a Kreischberg 2003; snowboard cross a Arosa 2007; snowboard cross a La Molina 2011).

### Coppa del Mondo
- Miglior piazzamento nella Coppa del Mondo di snowboard cross: 5° nel 2008.
- 10 podi
  - 3 vittorie
  - 4 secondi posti
  - 3 terzi posti

#### Coppa del Mondo - vittorie
| Data             | Luogo     | Paese       | Disciplina |
| ---------------- | --------- | ----------- | ---------- |
| 20 dicembre 2008 | Arosa     | Svizzera    | SBX        |
| 24 marzo 2011    | Arosa     | Svizzera    | SBX        |
| 14 novembre 2012 | Telluride | Stati Uniti | SBX        |